# Germain Bonnefis
Germain Bonnefis, né le 4 octobre 1986 à Rodez (Aveyron), est un pilote de rallye français.
En 2012, il est pilote officiel Peugeot Sport et participe à la fois au Championnat de France des rallyes sur Terre et à la Peugeot RCZ Racing Cup sur une manche. En 2013, il intègre le Team Renault Sport Technologies pour participer au championnat d'Europe FIA ERC.

## Biographie
Originaire de Baraqueville en Aveyron, le jeune homme débute les rallyes en 2005 au volant d'une Peugeot 205.
Il continue son apprentissage en 2006 au volant d'une Peugeot 106 N2. Cette même année, il obtient sa première victoire de classe et entame également son partenariat avec Olivier Fournier, qui devient son copilote attitré.
En 2007, il remporte avec cette même voiture le titre de champion de France N2 lors de la finale de la coupe de France à Mende.
En 2009, dans le Volant Peugeot 207, il rate la victoire d'un point, à cause de la rupture d'une transmission lors du Rallye du Var.
En 2010, Il se réengage dans cette même formule. En tête du championnat lors de l'ultime épreuve, il est victime d'une double crevaison, un incident qui lui ôte tout espoir de titre.
En 2011, il remporte le Volant Peugeot 207 et devient le pilote officiel Peugeot Sport.
En 2012, il est présent dans le championnat de France des rallyes Terre, au volant de la nouvelle Peugeot 207 S2000 Evolution.
En 2013, Renault Sport l'engage en Championnat d'Europe des rallyes 2013 au volant d'une Renault Mégane RS N4.

## Palmarès
- Championnat de France des rallyes
  - Vainqueur du volant Peugeot 207 lors du Championnat de France des rallyes 2011

- Championnat de France des Rallyes sur Terre
  - Champion de France en 2012
  - Quatre victoires en 2012 aux Rallye Terre Ouest Provence[1], Rallye Terre de l’Auxerrois[2], Rallye Terre de Lozère[3] et Rallye Terre des Cardabelles[4]

- Peugeot RCZ Racing Cup
  - Une victoire à Magny-Cours en 2012[5]